# Liste des phares des îles Caïmans

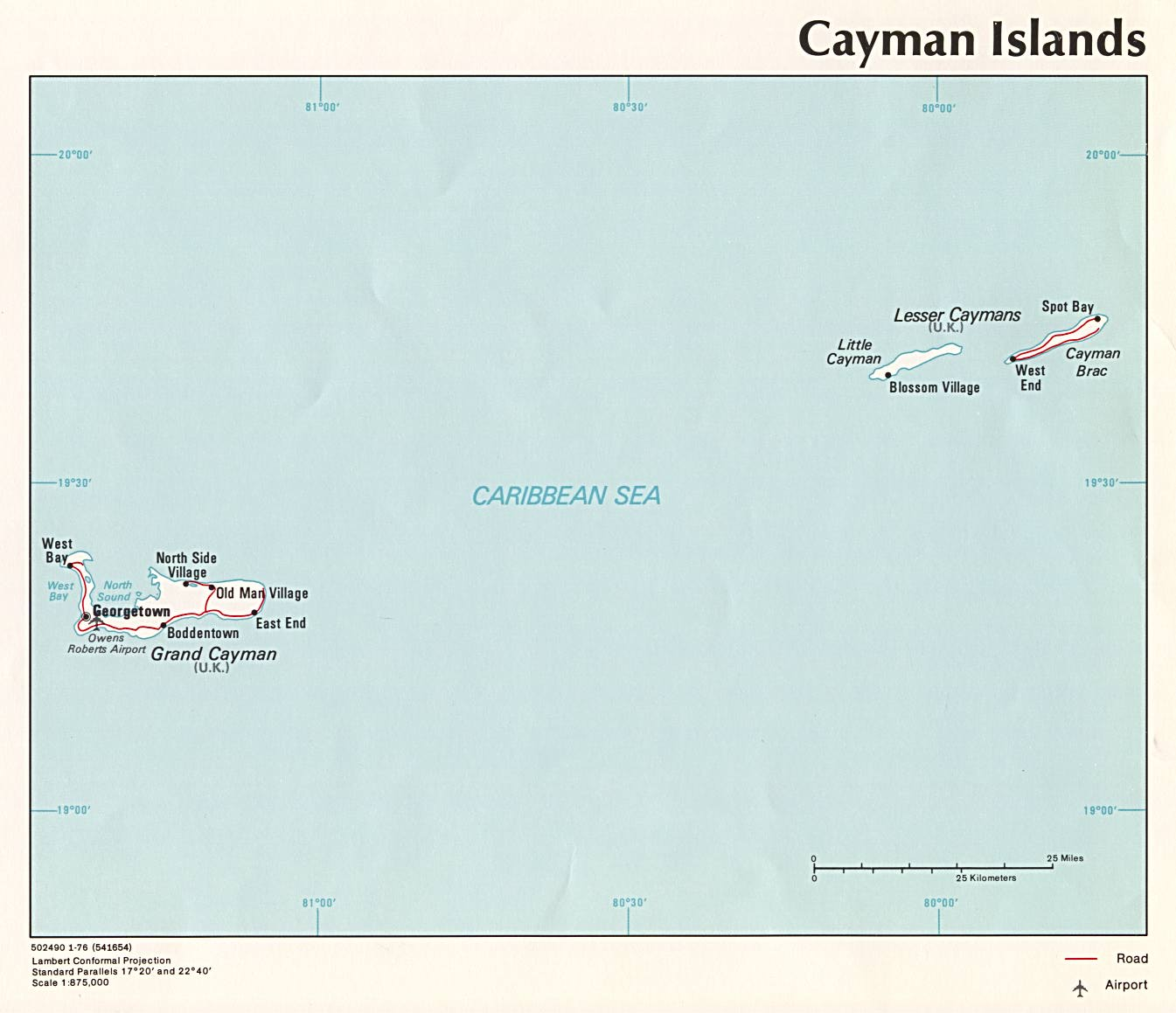
Carte des îles Caïmans

Liste des phares des Îles Caïmans : Les îles Caïmans sont trois petites îles situées au nord-ouest de la mer des Caraïbes, au nord-ouest de la Jamaïque et au sud de Cuba. La souveraineté britannique sur les îles a été reconnue dans le traité de Madrid de 1670 et sont devenues un territoire d'outre-mer autonome de la Grande-Bretagne lorsque la Jamaïque a acquis son indépendance en 1962. Les phares sont sous l'autorité portuaire des îles Caïmans .

## Phares
| Nom                               | Lieu          | Mise en service | Coordonnées                      | Image |
| --------------------------------- | ------------- | --------------- | -------------------------------- | ----- |
| Phare de Gorling Bluff            | Grand Cayman  | 1937            | 19° 18′ 07″ N, 81° 05′ 57″ O     |       |
| Phare de Grand Cayman             | Grand Cayman  | 1980            | 19° 17′ 47,4″ N, 81° 22′ 59,3″ O | image |
| Phare de Boatswain Point          | Grand Cayman  | 1930            | 19° 23′ 08,8″ N, 81° 24′ 49,2″ O | image |
| Phare de Little Cayman (West End) | Little Cayman | n/d             | 19° 39′ 30″ N, 80° 06′ 30″ O     |       |
| Phare de Little Cayman (East End) | Little Cayman | n/d             | 19° 42′ 27″ N, 79° 57′ 47,9″ O   | Image |
| Phare de Cayman Brac (East Point) | Cayman Brac   | 1980            | 19° 45′ 04″ N, 79° 43′ 24,9″ O   | Image |